# Blaveta lluent
La blaveta lluent (Polyommatus bellargus) és una espècie de lepidòpter papilionoïdeu de la família dels licènids (Lycaenidae) present als Països Catalans.

## Distribució i hàbitat

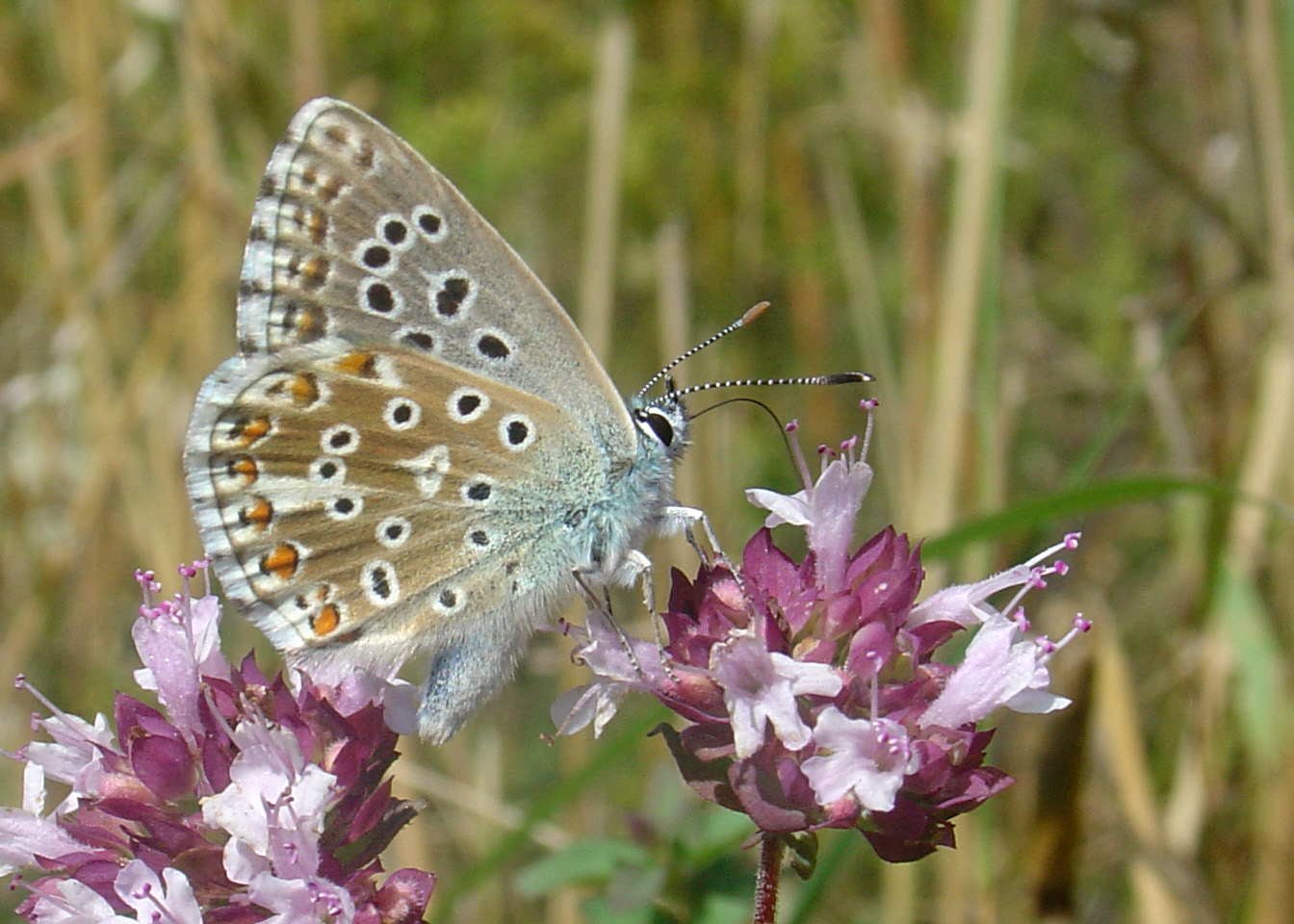
Revers

Té una àmplia distribució a les zones temperades d'Europa central fins als 55° de latitud. Es troba en gairebé tot el sud d'Europa, però manca a les Illes Balears i al sud de la península Ibèrica.
Es troba en hàbitats variats i prefereix llocs de vegetació baixa a les zones muntanyoses de fins a 2.000 m. És més comuna als prats secs, camps oberts assolellats, erms i vores dels camins de camp. Li agrada xuclar les flors de l'espantallops (Colutea arborescens) i de l'olivarda (Dittrichia viscosa), mata llenyosa i olorosa de distribució mediterrània que es troba a les vores de camins i carreteres i als camps abandonats.
A la zona del Mediterrani, els adults volen en dues generacions, del maig al setembre. Aquesta papallona és molt sensible a la urbanització i a la consegüent destrucció d'hàbitat.

## Descripció

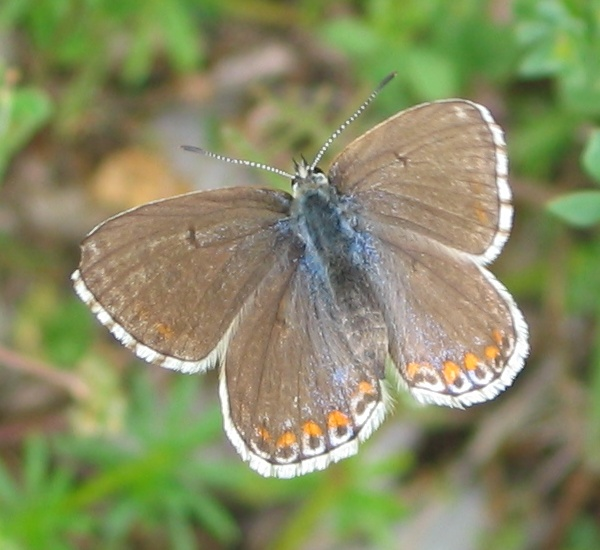
Femella amb les ales esteses

És una papallona petita, amb una envergadura d'uns 17 mm. El cos és pelut i ferm. Aquesta espècie de papallones té un dimorfisme sexual molt evident, ja que, mentre que les ales dels mascles són de coloració blau cel amb reflexos metàl·lics, les de les femelles són marrons. A la cara inferior, la coloració, d'un color beix clar amb taques petites, és molt semblant en els dos sexes.

## Biologia
L'eruga d'aquesta espècie és molt petita i només fa 14 mm de llargada màxima. S'alimenta principalment de les fulles del desferracavalls, planta herbàcia del gènere Hippocrepis, de la família de les papilionàcies, de fulles pinnaticompostes, flors grogues i fruit constituït per segments en forma de ferradura i amb llavors corbes, pròpia dels erms i dels prats secs.
Les erugues tenen una característica molt curiosa, la mirmecofília, fenomen de relació simbiòtica amb formigues, en aquest cas, dels gèneres Myrmica, Lasius, Tapinoma i Plagiolepis.